# Krejcsi Rezső
Krejcsi Rezső, teljes nevén Krejcsi Jenő Rudolf (Buda, 1859. március 25. – Prága, 1928. december 12.) jogász, publicista, budapesti kereskedelmi és iparkamara titkára, radikális, majd szociáldemokrata politikus.

## Élete
Budán született, ahol édesapja, Krejcsi Ferenc pénzügyminiszteri alkalmazott volt, édesanyja Micska Mária. 1859. április 9-én keresztelték a felsővízivárosi Szent Anna-templomban. Tanulmányait a budai katolikus főgimnáziumban kezdte, majd a kegyestanítórend pesti főgimnáziumában folytatta; a budapesti egyetemen a jogtudományokból 1884-ben doktori oklevelet nyert, majd megválasztották fogalmazónak Budapest tanácsához. 1888 áprilisában a budapesti kereskedelmi és iparkamarához került, ahol  mint segédtitkár működött. A magyar ipartestületek országos gyűlésein több ízben előadó volt és különösen a gyárfelügyelői intézményről és a munkaközvetítésről referált. 1888. november 26-án feleségül vette Svartz Janka Máriát Budapesten, a felsővízivárosi Szent Anna-plébánián. Az MSZDP megalakulásától kezdve a párt radikális ellenzékhez húzott, cikkezett a Huszadik Század és a Szocializmus c. folyóiratokba. Az 1892-ben Brüsszelben tartott nemzetközi vám- és munkásvédelmi kongresszuson a magyarországi munkások helyzetéről, az érdekükben tett és még teendő intézkedésekről értekezett; az 1895-ben Budapesten megtartott nemzetközi egészségügyi és demográfiai kongresszuson a munkaidő tartama által a munkás egészségére gyakorolt hatásról referált. 1912-ben részt vett a Magyar–Lengyel Egyesület megalapításában. Az őszirózsás forradalom után prágai követként működött, a kommün alatt diplomata volt Bécsben, vezette és szervezte a Forradalmi Múzeumot. A proletárdiktatúra bukását követően Szovjet-Oroszországba emigrált, ahonnan Prágába költözött. Szabados Sándor után ő is magyarra fordította a Kommunista Kiáltványt, 1920-ban megvált a kereskedelmi és iparkamarától.
Cikkei a Nemzetgazdasági Szemlében (1895. A szövetkezetre vonatkozó törvényjavaslatról), az Iparügyekben (1887), a Közgazdasági Szemlében, a Magyar Iparban, az Archiv für sociale Gesetzgebung und Statistikben, a Socialpolitisches Centralblattban, az Arbeiterschutzban. A Közgazdasági Lexikon (1898) munkatársa is volt.

## Munkái
- A magyar háziipar. Bpest, 1884. (Németül is. Uo. 1884.)
- A munkaoktatásról. Uo. 1888. (Különnyomat a Felső nép- és polgáriskolai Közlönyből.)
- A reklámról. Uo. 1889.
- Ueber das Verhältniss der Dauer des Arbeitstages zur Gesundheit des Arbeiters. Wien, 1895.
- A kartellekről. Uo. 1897.
- A fővárosi kövezetvámról. Uo. 1897.
- Az általános titkos választó jog elodázhatatlan állami szükségesség (Bp., 1905);
- Frankel, a párizsi Commune magyar vezére (Bp., 1919).